# Championnat du Liban de football 1987-1988
 (mai 2017).
Si vous disposez d'ouvrages ou d'articles de référence ou si vous connaissez des sites web de qualité traitant du thème abordé ici, merci de compléter l'article en donnant les références utiles à sa vérifiabilité et en les liant à la section « Notes et références ».
Navigation
Saison 1991-1992
La saison 1987-1988 du Championnat du Liban de football est la vingt-neuvième édition du championnat de première division au Liban, la première après treize années d'interruption, en raison de la Guerre Civile. Les huit meilleurs clubs du pays sont regroupés au sein d'une poule unique où ils s'affrontent deux fois au cours de la saison, à domicile et à l'extérieur. En fin de saison, deux clubs sont relégués et remplacés par les deux meilleurs clubs de deuxième division.
C'est le club d'Al Ansar qui remporte le championnat cette saison, après avoir terminé -invaincu- en tête du classement final. C'est le tout premier titre de champion du Liban de l'histoire du club, qui réalise même le doublé en s'imposant en finale de la Coupe du Liban face à Shabab Al-Sahel.
Avant le début de la compétition, deux clubs déclarent forfait : Al Tadamon Beyrouth et Nejmeh SC. Ils sont donc automatiquement relégués en deuxième division à l'issue de la saison. 

## Les clubs participants
- Al Ansar
- Safa Beyrouth
- Al Riyada Wal Adab
- Nejmeh SC
- Salam Zgharta
- Shabab Al Sahel
- Al Shabab Mazraa
- Al Tadamon Beyrouth

## Compétition

### Classement
Le classement n'est pas complet, l'ensemble des résultats du championnat n'étant pas connu. Le barème utilisé pour établir le classement est le suivant :
- Victoire : 2 points
- Match nul : 1 point
- Défaite : 0 point

| Rang | Équipe                      | Pts | J  | G | N | P | Bp | Bc | Diff |
| ---- | --------------------------- | --- | -- | - | - | - | -- | -- | ---- |
| 1    | Al AnsarC                   | 18  | 10 | 8 | 2 | 0 | 29 | 4  | +25  |
| 2    | Al Riyada Wal Adab          | 9   | 8  | 3 | 3 | 2 | 7  | 5  | +2   |
| 3    | Safa Beyrouth               | 8   | 5  | 3 | 2 | 0 | 10 | 2  | +8   |
| 4    | Salam Zgharta               | 6   | 8  | 2 | 2 | 4 | 8  | 10 | -2   |
| 5    | Shabab Al Sahel             | 3   | 8  | 1 | 1 | 6 | 6  | 21 | -15  |
| 6    | Al Shabab Mazraa            | 2   | 5  | 1 | 0 | 4 | 2  | 11 | -9   |
| 7    | Al Tadamon Beyrouth forfait |     |    |   |   |   |    |    |      |
| 8    | Nejmeh SCT forfait          |     |    |   |   |   |    |    |      |

|  | Qualification pour la Coupe d'Asie des clubs champions 1988-1989 |
|  | Relégation en deuxième division                                  |
|  | T : Tenant du titre C : Vainqueur de la Coupe du Liban           |

## Bilan de la saison
| Championnat du Liban de football 1987-1988                        |                      |
| Champion                                                          | Al Ansar (1er titre) |
| Coupes et trophées                                                |                      |
| Vainqueur de la Coupe du Liban 1987-1988                          | Al Ansar             |
| Qualifications continentales                                      |                      |
| Coupe d'Asie des clubs champions 1988-1989                        | Al Ansar             |
| Promotions et relégations                                         |                      |
| Promus en Premier League                                          | Inconnus             |
| Relégués en Championnat du Liban de football de deuxième division | Al Tadamon Beyrouth  |
| Relégués en Championnat du Liban de football de deuxième division | Nejmeh SC            |